# Anidrite
L'anidrite è un minerale formato da solfato di calcio anidro.
Il nome del minerale deriva dal greco anhidros che significa anidro, per via della struttura chimica anidra rispetto al gesso.

## Abito cristallino

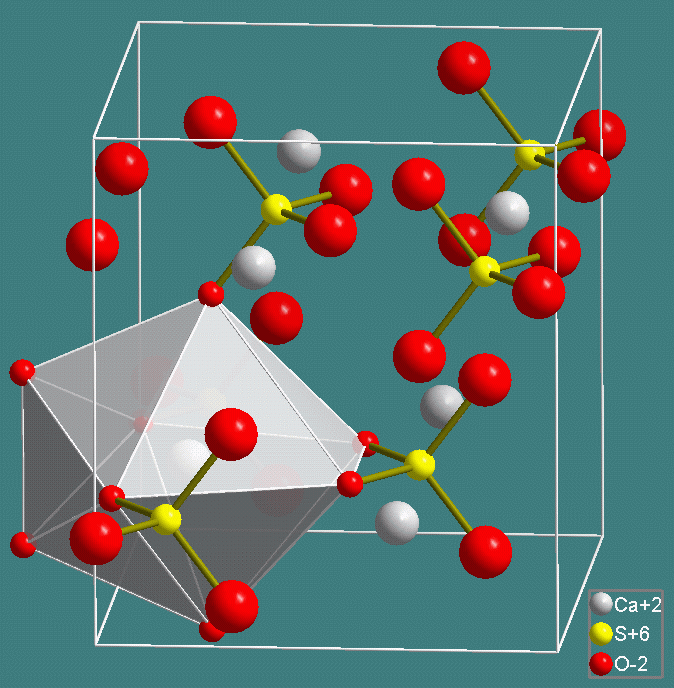

Massivo fibroso, massivo granulare, tabulare o in cristalli prismatici tozzi.

Il calcio è in coordinazione 8 e forma dodecaedri distorti a facce triangolari che si legano a tetraedri di SO4, condividendo spigoli per formare catene parallele a c.

## Origine e giacitura
Origine evaporitica o sedimentaria in depositi di varie epoche geologiche, creati per evaporazione di acque salate in ambienti dal clima caldo; prevalentemente deriva dalla trasformazione di depositi di gesso per perdita delle molecole d'acqua associate (disidratazione).

Il minerale viene trovato associato con il gesso stesso e con altri minerali salini.
Il minerale si trova anche nei giacimenti saliferi o, più raramente, nei giacimenti idrotermali metalliferi o nelle fessure alpine o nelle fessurazioni di rocce vulcaniche.

## Forma in cui si presenta in natura
Rari sono i cristalli euedrali: più spesso forma masse spatiche, in associazione con dolomite, salgemma, gesso.

## Caratteristiche chimico fisiche
Lasciato all'aperto il minerale assorbe l'acqua trasformandosi in gesso aumentando il proprio volume di 1,6 volte
- Peso molecolare: 136,1[6]
- Volume di unità di cella: 305,15 Å³[6]
- Molecole per unità di cella: 4[6]
- Solubilità: il minerale risulta solubile poco in acqua[3][4], in acidi[3][5], tra cui in acido cloridrico[4]
- Fluorescenza: assente[1][4]
- Densità di elettroni: 2,97 g/cm³[1]
- Indici quantici[1]:
  - Fermioni: 0,0023895646
  - Bosoni: 0,9976104354
- Indici di fotoelettricità[1]:
  - PE: 5,03 barn/elettroni
  - ρ: 14,93 barn/cm³
- Indice di radioattività: GRapi: 0 (il minerale non è radioattivo)[1]
- Magnetismo: assente
- Birifrangenza: 0,0425[6]
- Indici di rifrazione: 1,571 | 1.5765 | 1,6135 | 0 | 0 | 0[6]
- Dispersione: {\displaystyle r<v}[6]

## Località di ritrovamento
- In Europa: All presso Innsbruck[3], Ischl nel Salisburghese[3][4], Ausee nella Stiria[3][4][5] (Austria); Bex[3][4] Vaud Göschener Alp[3], Val Giuv[3] (Svizzera); Wieliczka[4] (Polonia); Arnave nell'Ariege, nei Pirenei (Francia);
  - In Germania: Staßfurt[3][5], Douglashall[3], Leopoldhall[3] in Sassonia; Berchtesgaden[5] in Baviera; Wathlingen[3], Lǖnenburg[3] nell'Hannover;
  - In Italia: i più begli esemplari aggregati "a ventaglio" sono stati trovati nella miniera di Campiglia Marittima (provincia di Livorno) con cristalli che superano i 13 cm di lunghezza; durante i lavori del traforo del Sempione[3][4][5], Col di Tenda[3][5]. Val Formazza[3], Costa Volpino[4]-Volpino (ove è stata trovata una varietà chiamata volpinite)[5] (provincia di Bergamo), presso Ivrea[4] (provincia di Torino), nella miniera di Boccheggiano (provincia di Grosseto)[4];
- In America[3]: in una miniera dell'Arizona ed in varie località del New Jersey (USA); in una miniera dell'Ontario (Canada).